# بوتشن
بوتشان  (باليابانية: 坊っちゃん) هي رواية كتبها ناتسومه سوسيكي في عام 1906. تعتبر هذه الرواية واحدة من أكثر الروايات شعبية في اليابان، حيث يقرؤها معظم اليابانيين خلال فترة الشباب. الموضوع الرئيسي لهذه الرواية هو الأخلاق.

## الخلفية
تقوم القصة على الخبرة الشخصية لبطل الرواية كمعلم عند نقله للعمل في ماتسوياما، التي هي مسرح أحداث الرواية. ولد ناتسومه في طوكيو، وكان السكن في ماتسوياما أول تجربة له للعيش في مكان آخر. تعكس الرواية مشاعره خلال تلك التجربة.

## الشخصيات الرئيسية
- بوتشان: بطل هذه الرواية. ولد في طوكيو، له روح (ابن طوكيو) إيدوكو وهو من خريجي أكاديمية طوكيو للفيزياء حاليا جامعة طوكيو للعلوم، وأصبح مدرسا الرياضيات. ما يميزه هو الفطرة السليمة والأسس الأخلاقية المتينة.
- ياماأراشي (النيص): زميل معلم. ياماأراشي هو اسم مستعار لمعلم الذي اسمه هوتا، والمولود في أيزو يمتلك ياماأراشي حس العدالة تشبه تلك التي يتمتع بها الساموراي.
- أكاشاتسو (القميص الأحمر): زميل آخر من زملائه المدرسين ويحمل الدكتوراه في الأدب. يحمل نمطية فكرية.وهو يمثل التقاليد الفكرية لا الأوروبية في شكل حديث بانجرافها نحو الاشتراكية والشيوعية (الذي يعبر عنه القميص الأحمر). يتحدث عن الأخلاق دائما إلا أنه منافق وغير أخلاقي. وهو مروج للإشاعات حتى أنه استطاع لفترة قصيرة خداع حتى بوتشان. تمثل المعركة من أجل الحصول على قلب وعقل بوتشان بين ياماأراشي ي وأكاشاتسو التوترات الاجتماعية والسياسية التي كانت قائمة في اليابان في مطلع القرن الماضي. سوسيكي يرفض بشكل واضح أكاشاتسو. سوسيكي كان نفسه دكتور في الأدب الإنجليزي وتخرج من جامعة طوكيو. كتب في وقت لاحق أنه «إن كنت لأسند لكل شخص شخصية وهمية في بوتشان لأسندت شخصية أكاشاتسو إلى نفسي.» كما كتب أيضا «إن التنمية الحديثة اليابان يجب أن ينظر إليها باعتبارها عملية على الظاهر»، وعبر عن قلقه في أن اليابان تمتص الثقافة الأوروبية بشكل ضحل دون فهم عميق لمحتواها تماما مثل أكاشاتسو.
- نودايكو (المهرج): معلم الفن. نودايكو ينحدر أيضا من طوكيو مثل بوتشان.وهو يفخر بأنه على مقدار من الذوق السليم ولكنه في الواقع يتبع أفكار الآخرين دون تفكير، ولهذا السبب يحصل على ازدراء بوتشان.
- أوراناري (اليقطين الأخضر): أوراناري هو شخصية حزينة جدا، ولكنه رجل نبيل. ويحترمه بوتشان كثيرا. يتفق الكثير على أن أوراناري أو الجمع بين أوراناري وبوتشان هي صورة سوسيكي المثالية لليابان المعاصرة.
- تانوكي (الراكون الكلب): مدير المدرسة التي يدرس فيها بوتشان. له طابع حاسم جدا.
- كيو: خادمة بوتشان في طوكيو.امرأة بالغة في العمر وهي كانت ترعى بوتشان عندما كان صغيرا.

## شخصيات ثانوية
- غيشا (الراقصة اليابانية): امرأة لهو، وكثيرا ما تقوم بتأدية عروض رقص أثناء الموائد.
- طلاب المدرسة: يعتقد بوتشان أنهم منحرفوا الطباع، وكثيرا ما يسيؤون له.

## أماكن مهمة
- المدرسة: المسرح الرئيسي لأحداث الرواية.
- دوغو أونسين: نبع حار يحب بوتشان الذهاب إليه.

## روابط خارجية
- بوتشن على موقع الموسوعة البريطانية (الإنجليزية)